# Arne Skouen

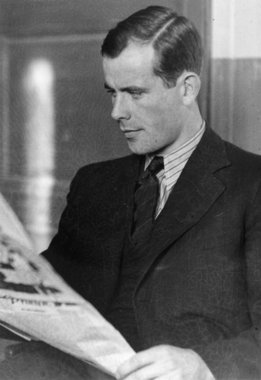
Arne Skouen

Arne Skouen (Oslo, 18 ottobre 1913 – Oslo, 24 maggio 2003) è stato un regista e giornalista norvegese.

## Biografia
Conobbe la fama internazionale nel 1957 grazie al film Nove vite, che ottenne una candidatura ai Premi Oscar 1958 nella categoria miglior film straniero e fu in concorso al Festival di Cannes 1958. Il suo film Herren og hans tjenere (1959) venne presentato al nono Festival di Berlino.

## Filmografia
- 1949: Gategutter
- 1952: Nødlanding
- 1954: Cirkus Fandango
- 1955: Det brenner i natt!
- 1955: Barn av solen
- 1957: Ni liv
- 1958: Pastor Jarman kommer hjem
- 1959: Herren og hans tjenere
- 1960: Omringet
- 1961: Bussen
- 1962: Kalde spor
- 1963: Om Tilla
- 1964: Pappa tar gull
- 1965: Vaktpostene
- 1966: Reisen til havet
- 1967: Musikanter
- 1969: An-Magritt